# S/S Børøysund
S/S Børøysund är ett norskt koleldat ångfartyg från 1908. Hon byggdes som kombinerat passagerar- och lastfartyg och bogserbåt och är idag museifartyg.
Børøysund sjösattes som Odin på Trondhjems Mekaniske Værksted den 19 juni 1908. Hon hade postkontor, ett stort lastrum, bogserkrok och -båge och användes som bogserbåt för 
Trondhjemske Lægtercompagni och på  
lokala rutter i Trøndelag. Under första världskriget rekvirerades Odin av marinen, fick kanoner och  mineringsutrustning och användes för bevakning av Trondheimsfjorden. År 1923 övertogs hon av Hjelme og Herlø Dampskipsselskab, döptes om till  Skjergar och sattes i trafik mellan Øygarden och Bergen.
Två år senare såldes hon till Vesteraalens Dampskibsselskab och fick namnet Børøysund och Stokmarknes som ny hemmahamn. Hon moderniserades, fick el ombord, nya hytter och en röksalong och bogserkroken togs bort. Børøysund trafikerade lokala båtlinjer i Lofoten och Vesterålen från 1925 till 1955 då hon lades upp som reservfartyg.
Under andra världskriget transporterade hon evakuerade från  Finnmark och Nord-Troms när byggnader i området förstördes och brändes ner på order av Adolf Hitler för att hindra röda arméns framryckning. 
År 1960 såldes Børøysund till  yrkesskolan i Melbu och döptes om till Hyma. Där användes hon främst för utbildning av maskinister, men också annan sjöfartsutbildning. År 1969 övertogs hon av Norsk Veteranskibsklub, som med stöd av Riksantikvaren, har låtit renoverat henne. S/S Børøysund har kvar  koleldningen och den ursprungliga ångmaskinen och har återförts till 1935 års utseende med postkontor, bogserkrok och Vesteraalen Dampskibsselskabs skorstensmärke. Hon seglar under postflagga och K-märktes 2014.